# Europejski Numer Identyfikacyjny

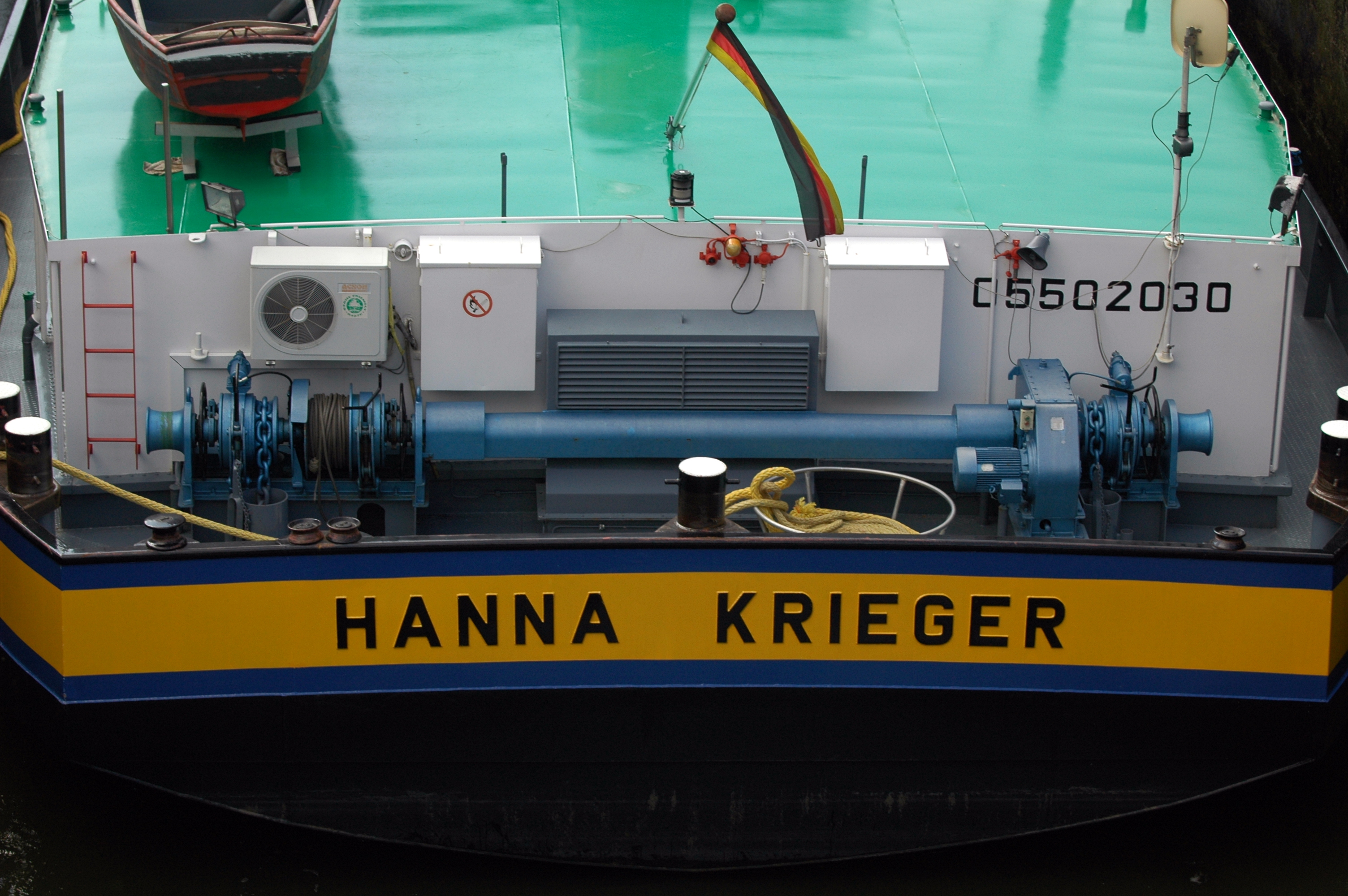
Statek Hanna Krieger z widocznym numerem ENI

Europejski numer identyfikacyjny (ENI) - numer nadawany jednostce pływającej. Numer taki jest wydawany wraz z otrzymaniem wspólnotowego świadectwa zdolności żeglugowej.
Numer ENI otrzymują statki które nie mogą być krótsze niż 20 metrów a także których iloczyn długości, szerokości i zanurzenia jest nie mniejszy niż 100 m³. 
Europejski numer identyfikacyjny składa się z ośmiu cyfr. Pierwsze trzy cyfry oznaczają kod organu wydającego numer (dla Polski jest to zakres 240-259). Pozostałe pięć cyfr to numery porządkowe. 